# Monte Bonito
Monte Bonito är en ort i Mexiko.   Den ligger i kommunen Chamula och delstaten Chiapas, i den sydöstra delen av landet, 700 km öster om huvudstaden Mexico City. Monte Bonito ligger 2 215 meter över havet och antalet invånare är 219.
Terrängen runt Monte Bonito är lite bergig. Runt Monte Bonito är det tätbefolkat, med 550 invånare per kvadratkilometer. Närmaste större samhälle är San Cristóbal de las Casas, 13,9 km söder om Monte Bonito. I omgivningarna runt Monte Bonito växer huvudsakligen savannskog.